# 薬師川

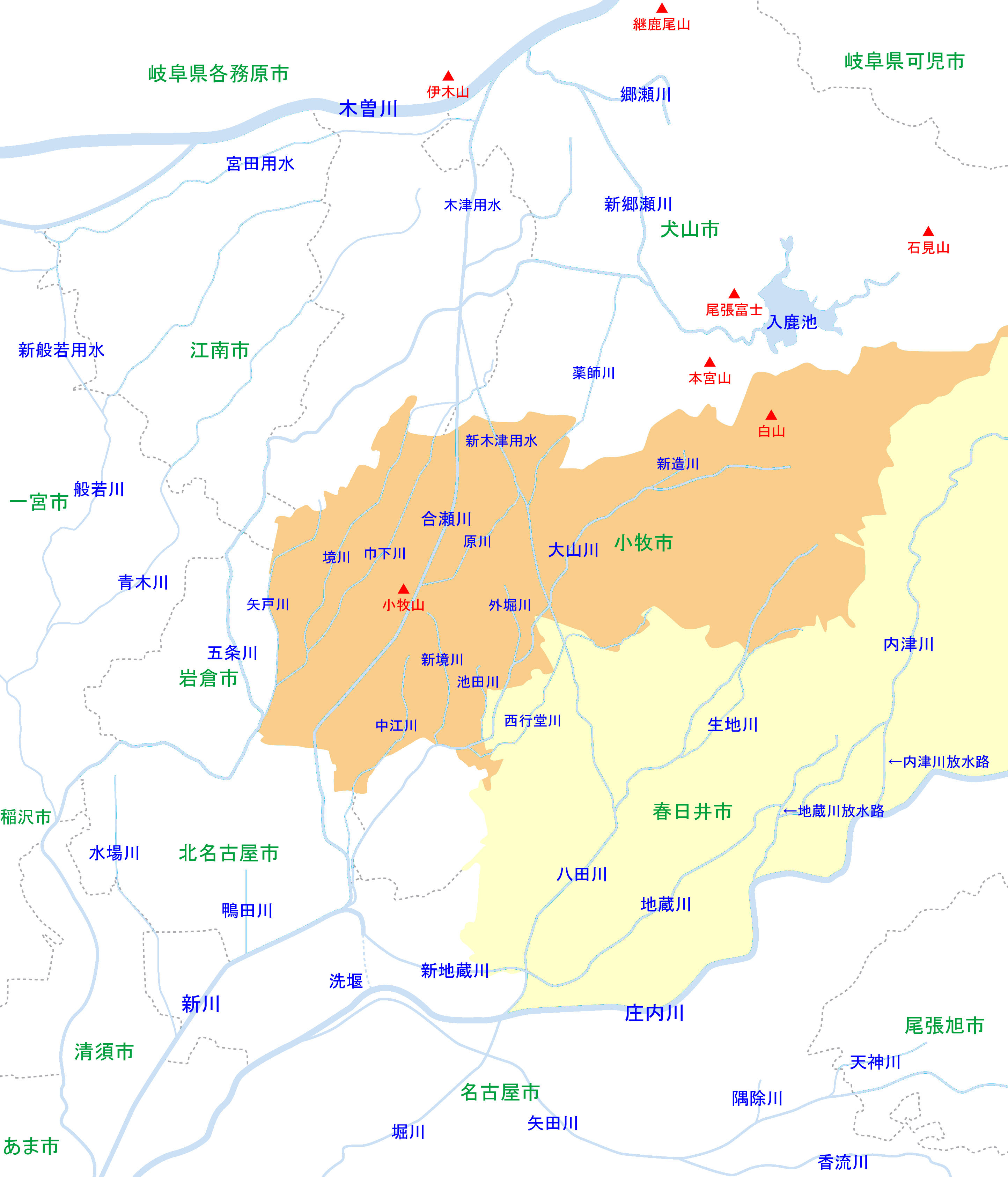
小牧市・春日井市周辺河川の位置関係図

薬師川（やくしがわ）は、庄内川水系の一級河川。愛知県犬山市・小牧市を流れる。大山川・新川を経て伊勢湾に至る3次支川。

## 概要
愛知県犬山市西片草付近で五条川から分岐し、小牧市二重堀付近の樋門を経て大山川へと合流する。支流の河川延長7.5㎞。流域面積8.8㎢。
小牧市岩崎付近で合流する新木津用水とは一部区間を共用している。新木津用水は大山川合流点手前の樋門付近で東側に分水し、大山川の下をくぐって対岸へと続いている。
田県神社前駅を出てすぐの所にある名鉄小牧線との並走区間は、土手に桜が植えられている為に、電車と桜並木を併せて撮影できることで有名なフォトスポットである。